# 志村大爆笑

《志村大爆笑》螢幕截圖

《志村大爆笑》（志村けんのだいじょうぶだぁ）是日本富士電視台於1987年11月16日至1993年10月11日播放，以志村健為首的喜劇電視節目，每集由10至20個短篇喜劇構成，延續著他在70至80年代於TBS電視台著名節目《八點！全員集合》及《漂流者大爆笑》中的突出表演風格以及善於利用小道具等創意發揮與表現，獲得高收視率，也確立了他的喜劇地位。
此節目在播放同時也被台灣當時尚未合法化的有線電視業者盜錄並不斷播放，並獲得了不小的迴響；直到1996年才有代理商獲得正式授權，並在中視主頻與超級太陽台合法公開播放（中視主頻以國語配音，超級太陽台以日語原音播出）。台灣90年代綜藝節目的搞笑風格明顯受到《志村大爆笑》的影響。

## 主要演出者
- 志村健（漂流者成員，2020年3月29日離世）
- 田代政（老鼠與星星成員，2001年12月因吸毒判刑退出）
- 石野陽子（1992年12月退出）
- 松本典子（1992年12月退出）
- 桑野信義（老鼠與星星成員）
- 渡邊美奈代（小貓俱樂部成員，1988年9月加入）
- 伊藤智惠理（1990年1月退出）
- 我妻佳代（小貓俱樂部成員，1988年2月加入）
- 岡本夏生（1992年4月加入）
- 松居直美（1992年4月加入）
- 飯島直子（1992年4月加入）
- 本田理沙（1993年1月加入）
- 大家由祐子（1993年1月加入）
- 三浦理惠子（1993年1月加入）
- 鴕鳥俱樂部（新版加入）
  - 肥後克廣
  - 寺門義人
  - 上島龍兵（2022年5月11日離世）
- 優香（新版加入）

## 著名的固定單元
- 怪叔叔（変なおじさん）
  - 公認為本節目兩大名角之一。由志村飾演一名時常從各種「不可思議的地點」出沒騷擾女性的怪叔叔（如：石野、松本、渡邊、優香），經由女生的求救後就有一大群人出現，其中固定第三者田代（田代退出後由肥後接手）就問受害女性：「發生什麼事？」，受害女性回答：「這叔叔好奇怪！」，田代就問怪叔叔：「你是什麼人？」，怪叔叔就會回答：「我是什麼人？是的！我就是怪叔叔！」然後開始唱起歌「♪我就是怪叔叔~我就是怪叔叔~♪」，最後怪叔叔對著鏡頭說：「完蛋了！」，此時玻璃破碎聲響，大家就如「發癲」般的跳舞下結束。舊版偶爾會邀請常客研直子搭檔飾演「怪嬸嬸」一角，田代則與女性一同成為受害者，此時第三者由桑野擔任（新版節目時，眾人結尾的動作從跳舞變成昏倒）。
- 瞳婆婆（ひとみ婆さん）
  - 公認為本節目兩大名角之一。志村飾演店家或是醫院服務的老婆婆，想要幫忙客人或病患田代或肥後，卻總是捅出簍子來。
  - 台灣藝人陽帆在中華電視公司週日晚間綜藝節目《鑽石舞台》的短劇單元〈陽婆婆上班去〉中飾演的角色「陽婆婆」，原始創意即來自於此。
- 爺爺奶奶萬事通（ご存知！じいさんばあさん）
  - 志村飾演老奶奶，田代飾演老爺爺，松本飾演孫女（松本退出後由渡邊飾演，桑野同時加入飾演孫子，變成四人演出），祖孫坐在一起聊天說地講一些很搞笑的話。
  - 在演出开始时出现标题「爺爺奶奶萬事通」，当舞台上的帷幕升起时，三人就坐。开场的BGM是村松健的《NIGHT FLIGHT》。早期阶段没有幕布场景，开场的BGM（来自动画片《High School! Ki-men-gumi）的背景音乐。
  - 在节目的前六个月，公开录制的版本和录音室录制的版本每周交替播出。后来，录音室录制的版本消失了，该节目变成了双周播出。1993年，在节目即将结束时，偶尔也会播出，在这种情况下，就是录音室录制的版本。
- 五點起床夫婦（「ご・ご・五時!?」の夫婦）
  - 志村跟石野設定為夫妻關係。志村飾演的上班族總是因公事而要五點起床，石野飾演的太太爲了不要晚起而總是做出很搞笑的事。在後期也開始加入閒聊的元素。
  - 石野对志村说：「你不爱我了！」志村就会说好几遍「我爱你」，石野满意后伴随着音乐做出开心的动作。
  - 当石野因为冲动购物或不做家务而被志村斥责时，石野说「你居然这么说我！」若是想和好，就會同聲說出固定台詞：「早见优、北天佑、醬油，辣油，I love you.」中間搭配一段固定手勢，最後同聲說：「我們和好了！」。当北天佑引退之后，这个就变成了「北天佑引退」，千代之富士引退后，又加上了「千代之富士引退」，后来又加上了「大乃国引退」、「北盛海引退」，后来又加上了「贵花田加油」、「若花田加油」、「舞之海加油」。
  - 有几次，志村和石野伴随着春日八郎的《富先生》一起跳舞，主要是腿部的动作。第一次，石野的动作由于害羞而显得很僵硬，但随着节目进行了几次，石野脚步动作的敏锐度进步到和志村一样好。然而，石野在最后部分，也就是志村疯狂扭动臀部的动作时仍旧没有同步跟上。
  - 有一次，丈夫志村躲在羽绒被下，妻子石野觉得很好笑，于是她拉下羽绒被，却发现丈夫是「怪叔叔」。他在节目中说：「他之所以是怪叔叔，是因为他没有什么角色。」
  - 最后，志村在睡梦中说「小池笨蛋」，石野说「怎么老是这样」。
  - 台灣藝人陶晶瑩與謝祖武合演的中華電視公司綜藝節目《戀愛講義》的短劇單元〈安室愛美惠〉（曾自成一個獨立節目重播），原始創意即來自於此（1989年8月7日開始，石野退出後已廢棄不用）。
- 痴呆老人（ボケ老人）
  - 老人（志村）和「儿媳」（石野）的对话构成。老人问：「阳子，什么时候吃饭？」阳子答：「爷爷，你不是刚刚吃过了吗？」老人又问：「我没看见老伴，她去哪儿了？」阳子答：「你在说什么呀，奶奶三年前就去世了。」两人一直重复这样的对话，直到真正的儿媳（松本）回到家里，而石野其实是邻居太太，家人外出时让她照顾爷爷，这期间爷爷没吃过饱饭，受到了不好的对待，奶奶也活着，「身体很好地去泡了温泉，不是吗？ 你去了那里！」
- 居家喜剧（団地のコント）
  - 故事发生在一栋公寓里，志村和石野在各种情形下表演一系列的小品，故事从志村和石野的新婚生活短剧开始，穿插着志村的老人短剧和小花父女的短剧，最后以「5点起床夫妇」短剧结束。
- 小偷
  - 志村和田代扮演小偷，到有錢人家或寺廟偷竊財寶，後期也有跑到銀行或金庫。
- 刺客
  - 志村和田代组队当杀手，用步枪从其中一个公寓的空房间里狙击目标。但两人还没准备好就失败了。
  - 第一次的目标是一个犯罪集团的头目（桑野）。当目标被杀，志村和田代正准备愉快地玩剪刀石头布的游戏把他拉走时，老板在濒临死亡的状态下开始反击。你从哪里得到这个？我不知道他是怎么走到那一步的。这对刺客互相欺骗，认为对方已经向他们开枪，但老板在试图开枪的一瞬间就耗尽了力量，两人逃离了现场。第二次刺杀，目标是一个住在公寓楼里的女人。这个女人正在换衣服，当二人看到她的裸体时开始流鼻血，裤裆隆起，他们喜出望外。第三次刺杀时，桑野意识到自己被盯上了，以为会大吵大闹地逃跑，但他们打开窗户，准备了一门大炮。这是一个警告，「有本事你就开枪，我就用这个回击你」，志村把步枪给了田代，田代想向他开枪，但最终被吓瘫。
  - 下一个目标是其中一栋楼里的一个组织成员，但他们在相邻的一栋楼里遭到伏击，组织者准备反击，大量的步枪手从窗户里出来。 被击中的两人说「妈妈，该出去了」，「是的，没错」，然后逃走了。接下来，他们瞄准一个目标进行射击，但摧毁了它所在的整个建筑（现有建筑被炸毁和拆除的镜头）。 被击中的两人吓了一跳，连忙道歉，并再开了一枪，试图做点什么，但又像视频倒带一样恢复了正常。
- 成人影片（アダルトビデオ）
  - 一个中年男子（柄本明扮演）到一家录像带出租店租成人影片，但他不能把影片拿到收银台，因为他担心女顾客的眼光。收银员是一位老太太（志村健扮演），听力和视力不佳。不会操作收银机的志村试图在一张纸上写下柄本想租的AV片名，但由于她的视力不好，无法读出标题，所以她要求柄本大声读出来，但柄本担心女顾客会知道她想租AV，所以低声回答。然而，由于志村扮演的老太太耳背，柄本的声音逐渐变得越来越大，他一次又一次地重复片名。最终，柄本被几个女顾客围住，她们听到了二人的对话，大声嘲笑，或对柄本表示嫌弃，在读出他想租的所有成人电影片名后，他立即发了脾气，大喊「我不租了！」并离开了商店。该节目从《志村大爆笑》的常规版开始播出，目前的特刊中也播出了重置版。
- - 剛開始看起來是一般的短劇，突然出現一段固定音樂「好きになった人」讓大家跳起舞來，五組一男一女搭檔，後期還讓背景出現燈光效果，然後就在大家跳舞的狀況下結束（1989年6月開始，石野及松本退出後已廢棄不用）。
  - 个别情况下，这首歌的前奏是由机器的声音调制的，例如：1989年11月13日：比赛的赞助商大塚製藥公司销售的寶礦力水得的自动售货机的旋律调制的，以确定机器是赢家还是输家。1990年12月11日：声音是由心电图检查音调制的。1990年3月5日：由公司办公室的电话铃声调制而成。1990年3月12日：从摩托车扬州号上调制的。1990年5月7日：由救护车循环鸣笛声调制而成。
- 田代政与典子（まさしと典子）
  - 出現一首固定音樂，描述田代和松本互動。而此時松本開始妄想，之後田代所做的事，卻跟松本想的完全相反，而有所不滿（1989年8月7日開始，松本退出後已廢棄不用）。
- 路痴男（デシ男）
  - 志村健扮演一个分不清方向的人，他的前辈（田代、樋口、石野、井上、优香、丸孝）教他分辨方向，志村除非每次都回想「如何拿筷子」，否则就分不清左右。但他所做的一切都以奇怪的失败而告终，最后他被解雇。当他紧张时，他有一个习惯，就是说「デシッ」。在开始时，他有时扮演这个角色而不说「デシッ」。
- - 一開始志村和石野會先出場以一個固定動作跟大家打招呼，然後再呼喚大家出場。大家出場後，田代會在鏡頭前面作怪動作，然後被志村臭罵一頓，田代到後面之後，大家就準備做體操，同樣是一男一女搭檔，做完之後，大家以揮手作為結束。有兒童、原始人、傻瓜殿下、不良學生、老人版本（1989年6月開始，石野及松本退出後已廢棄不用）。
- 艺妓
  - 这个系列以柄本明为主角。志村和柄本这两个过气的老艺妓互相抱怨，柄本要求志村偿还他借给他购买香烟、浴后乳和拉面的钱。（通常面额在10日元到100日元之间，早期的价格是350日元，但后来价格逐渐下降。）志村假装不记得了，而柄本则啧啧称奇，说「Otoboke行动已经开始」。之后，志村突然用当下的流行事件转移了话题，比如娱乐和政治，两人聊得不亦乐乎，但柄本试图用与金钱有关的词语来拉回到主题上，如“有利可图”，但志村又用另一个话题转移了话题。最后一幕结束时，两人被店主叫去做打扫大厅和厕所的卫生，而不是在榻榻米房间里工作，他们要么置之不理，要么不情愿地做这些事。柄本和志村之间的对话偶尔表现得比志村更疯狂，很精致，成为客串的常规节目，还有下面的“隧道”。
  - 不定期播放的特别节目和志村健的《傻瓜殿下》也已成为一个常规节目，并定期演出。 其模式一直是对熟悉近期文化的年轻艺妓进行说教，但最终两个老艺妓留下来，互相抱怨。
- - 一開始志村會先喊口令，大家就開始跳舞，中間的時候會變身成教師、高中生、警察、醫護、舞女、大叔、小孩、相撲、壽司師傅、原始人、傻瓜殿下等各種造型。跳完舞後志村會說：「好，各位辛苦了！」，然後大家就以「發癲」的動作結束（1989年6月開始，石野及松本退出後已廢棄不用）。
- 威勢屋
  - 田代和松本以一般客人進入醫院或餐廳等各種消費場所，志村、石野、客串、渡邊、桑野會依序各說一遍田代或松本所說的話然後一起拍手，完全不為兩人服務，最後田代跟松本以離開為結束（渡邊加入後開始，石野和松本退出後已廢棄不用）。
- DJ
  - 志村和田代扮演美式DJ，以搞笑風格詮釋70年代以前的日本演歌。
- 博士與助手（博士と助手）
  - 志村和田代（田代退出後由肥後接手）扮演實驗室的博士與助手，做出搞笑實驗。
- 青色山脈（青い山脈）
  - 惡搞同名電影。沒有元氣的雪子（松本）在四個同班女同學（志村、田代、石野、渡邊）的鼓勵下，五人搭配同名主題曲「青色山脈」騎乘單車走在青春街道上。但途中卻遇到狂風暴雨，壓軸甚至落雷直擊，導致五人被劈成骷髏頭，此時音樂跟著放慢速度，最後以五具骷髏頭垮下報銷結束（此單元在台灣於「志村午夜秀」播出）。
- 傻瓜殿下（バカ殿様）
  - 1977年在《八點！全員集合》和《漂流者大爆笑》時期開始的短劇，直到1986年獨立製作成一個電視節目，一年播出兩三集。志村和上島離世後就沒再播出新作品，目前已播出97集。
  - 由志村飾演一名逍遙自在的城主，其舉動常被家老修理，下克上的場面為其主要笑點。另外本作獨立前後，皆由固定演員飾演各個屬下角色，如下：
  - 家老：碇矢長介、加藤茶輪流（獨立前）、東八郎→桑野信義[2]（獨立後）
  - 側用人：高木胖、仲本工事輪流（獨立前）、田代政→渡邊徹[3]→鴕鳥俱樂部[4]（獨立後）
  - 家臣：櫨木信一[5]
  - 傻瓜公主：優香[6]
- 严肃感人无声剧
  - 无声的戏剧，整部影片都很严肃流畅。这个项目开始于志村在与工作人员喝酒时大胆地说：「如果你能让人们笑，就像让他们哭一样容易。」对志村来说，这是与工作人员和观众的一场「游戏」。志村后来说，他想给观众一个惊喜，在喜剧中不经意地放入一部悲剧，虽然每部作品都比其他作品长，有的甚至接近30分钟，但基本上没有在剧中插入商业广告。背景音乐主要是宗次郎的「悲しみの果て」。在节目的后半部分播出或作为特别节目播出。这在节目中是独一无二的，但在节目结束时，已经播出了十多部。主要作品如下（括号内为播出时间）。每一卷DVD中都包括其中一部剧。请注意，「严肃感人无声剧」这一名称是该部分的通用名称，实际上没有正式名称。作品的发展往往遵循故事中某个人物死亡的模式。
  - 一个老人（志村）的女儿（石野）带着孙子来家里看望他，老人望着他们，回忆起女儿的不良少女时代、她的婚礼（他自己拒绝出席）和她生孩子的情形（志村在雪中的神社里拼命祈祷她安全分娩）。最后他直接倒在客厅里去世了（8分钟）。
  - 志村暗恋的一个女人（石野）失去了视力，为了救她，志村牺牲了自己的眼睛。这个女人现在很健康，与另一个男人（田代）结婚，不知道志村救了她（9分钟）。
  - 一对年轻夫妇（志村和石野），妻子怀孕了，他们正处于最幸福的时刻，但石野在分娩时死亡。志村很伤心，但却在努力抚养他们的新生女儿。十多年后，志村的女儿正在为志村做早餐，她现在是一名高中生，已经变成了石野的形象。志村凝视着他的女儿，想起了他已故的妻子。 唯一一部有快乐结局的电影（12分钟）。这是第一部严肃的无声剧。
  - 洋葱队（模仿大麦）的经理（志村，模仿大麦），在今年的日本系列赛中已经连续输了三场比赛。 模仿西本幸雄）回顾了他迄今为止的棒球生涯，同时为他的球员加油。 志村在三连败后奋起直追，取得了四连胜，但被拥有氢弹击球线的鞭子队（仿照奥马伊）击败，让主教练（田代）的身体升空（未知）。

### DVD收錄
- 《爸爸，醒醒……》（父ちゃん起きてよ…）
  - 包括在Dakfunda部分的DISC 1中。 前妻（石野）和她的儿子去看她前夫（志村）的坟墓，前妻在那里回忆过去：他们结婚并有了一个孩子，但石野出轨了另一个男人（田代），离开了家。志村挣扎着独自抚养他们的儿子，但由于酗酒和过度劳累，吐血而死。生前他的前妻从未与她团聚过（20分钟）。
- 《我真的很孤独……》（私、本当に寂しかったんです…）
  - 包括在Dakfunda部分的DISC 2中。志村和石野是一对年轻夫妇，他们从乡下私奔而来，尽管生活贫困，但仍努力工作以维持生计。由于志村的努力工作，他得到了加薪和升职，可以过上舒适的生活。妻子怀上了孩子，但她的丈夫并不知道此事，他与俱乐部的女主持人（河野景子）有染。妻子离家出走，丈夫急忙追赶他的妻子，但她在雪中因为体温过低没有醒来（28分钟）。这是全部作品中最长的一部。
- 《老人，到海边去吧……》（爺様、海へ…）
  - 包括在ウンジャラゲ部分的DISC 1中。 一个老人（志村）在他已故妻子（石野）的遗体前反思自己的一生。虽然一路上有一些家庭喜剧式的笑料，但影片总体上是严肃的。影片最后，他背着妻子的尸体走进大海，似乎是随她一同赴死（10分钟）。除此以外，还有另一个影片是他在坟墓前抽烟时回顾一生。
- 《家族》（家族…）
  - 包括在ウンジャラゲ部分DISC 2。 一个下雪天，拉面店的老板志村躺在病床上不省人事。在他身边有他的妻子（石野）、儿子（田代）、女儿（松本）和他的医生（桑野）。一家人回顾了他们迄今为止的日子。家里的每个人都回忆起自己难忘的事情，比如他们年轻时为了拥有自己的拉面店，在寒冷的雪夜中努力经营拉面摊，他们的努力结出了果实，开了一家拉面店，还有他们得到了两个孩子的祝福（女儿回忆起她给父亲送礼物的日子和出嫁的日子。儿子回忆起他的不良少年时代，以及他成为社会改造成员并与父亲在关东大排档喝清酒的那一天）。志村喃喃地说了最后一句「谢谢」，在家人的注视下平静地走到了生命的尽头（18分钟）。
- 然而，它有时被伪装成严肃的哑剧，成为一个棘手的构思，在中间成为 "奇怪的叔叔 "或 "你喜欢的人"（也在汇编中播出）。在后续节目《志村けんはいかがでしょう》中，背景音乐喜剧中也使用了桑野信义吹奏这段音乐并大声说出来的插曲，富士电视台员工川口诚（Papianto Guchan²）有时出现并以'Bastards'结尾。
- 其中一部看似是一部严肃的无声剧，但是却以「怪叔叔」的技巧性收尾。
  - 女儿（石野）远离父母，独自在城市生活，但她的父亲（志村）突然倒下了。女儿接到母亲（松本）的电话，立即乘火车返回故乡。回顾与父亲在一起的日子，女儿含泪为父亲的安全祈祷，但无济于事，当她回到家时，父亲已经去世了。然而，当女儿摘下遮盖父亲脸部的布时，那个本应是她父亲的人不知为何变成了「怪叔叔」。在这部影片中，当一个送葬者（田代）对志村说：「你是个奇怪的叔叔」时，志村说：「啊……你不会先说这个吧，你不会的。我不得不说『你怎么了？ 』你必须说『是的』，你有什么毛病？当我看到它时，我会知道它！」 (10分钟)。
- 这在节目中是独一无二的，但普遍受到了观众的欢迎。然而，以棘手的摔倒结束的版本受到了一些人的批评，他们说这破坏了节目的刺激性。
- 1992年10月19日播出的太地喜和子纪念特辑的结尾也是以「严肃无声剧」的方式制作的。

## 現場單元
- 短劇結束後，節目最後會進行現場錄製節目單元，志村先問道「是啥東西？」，觀眾便齊聲回答「沒啥東西！」，接著三位主持人志村、田代、松本（松本退出後由渡邊接手）登場，並邀請固定班底及藝人來賓進行節目。
  - 猜謎：由固定班底及來賓進行猜謎。猜迷內容為整人單元或是益智謎題。
  - 人體轉盤：由志村抽出可上來進行轉輪盤得獎的現場觀眾，這單元特點在於輪盤上的指針是由真人擔任（初代為桑野），中獎機會最多三次。而獎項內容包括兩個大獎：志村獎（象徵金色，國外旅行為主）、田代獎（象徵銀色，國內旅行為主），還有十多個小獎，包括機車、攝影機、卡帶隨身聽、無線電話機、手錶、音響、光碟隨身聽、照相機、衛生紙、鑽戒、高級名牌商品、放影機等等。此單元結束後，整個節目也播放結束（如果班底或來賓當時有出音樂單曲時，會在片尾前演唱新單曲作為宣傳）。

## 其他軼事
- 在這個喜劇節目播放的期間，卻曾經出現過九篇「悲劇」故事（シリアス無言劇），志村事後回顧說：「想故意加入幾篇悲劇，讓觀眾驚訝。」
- 受到志村健晚年因感染2019冠状病毒病而不幸病逝的影響，日本時間2020年4月18日至5月15日，製作公司IZAWA OFFICE（日语：イザワオフィス）宣布，將重新剪接《志村大爆笑》的精華部分為十集內容，每三天依序在Youtube頻道上播放一集，扣除成本後的廣告收益將會捐助日本紅十字會，以支持對抗疾病的醫護人員與社會大眾。[7]

## 誤解
- 在台灣，一般觀眾常將《志村大爆笑》與志村於70至80年代的《八點！全員集合》及《漂流者大爆笑（日语：ドリフ大爆笑）》和80年代末至90年代初的《加藤茶志村健搞笑電視（日语：加トちゃんケンちゃんごきげんテレビ）》，甚至2009年才有授權影音商品上市的《志村大爆笑之傻瓜殿下鴻門宴（日语：志村けんのバカ殿様）》搞混。以正式授權的節目來看，《志村大爆笑》指的就是這個節目。
- 此節目實為一年間的前作《志村健打擾了！（日语：志村けんの失礼しまぁーす!）》的續集，石野和松本當時皆有參與演出。此節目下檔後，還有製作兩部續集，包括兩年間的《志村健覺得怎麼樣（日语：志村けんはいかがでしょう）》和一年間的《志村健的我到底造了什麼孽？（日语：志村けんのオレがナニしたのヨ?）》，除了當時已引退的松本之外，其餘五位固定班底皆有參與演出。但是以上三部並未在台獲得授權。

## 相關連接
- 漂流者
- 漂流者大爆笑

## 外部連結
- 志村大爆笑官方版Youtube播放清單 （页面存档备份，存于）

1. ↑  後期併入《周日大爆笑》單元《志村笑翻天》內播映
2. ↑  東八郎第4回後離世，第5回為其追思節目，第6回桑野正式接手。
3. ↑  田代因吸毒事件休演期間，由渡邊徹代職第37-39、41-42回，直到第43回鴕鳥俱樂部正式加入為止。
4. ↑  鴕鳥俱樂部曾不時客串飾演家臣，當時上衣為水色；正式加入飾演側用人後，改為綠色。
5. ↑  第24回增設，戴著黑框眼鏡為特徵。中途鴕鳥俱樂部亦不時客串演出。
6. ↑  第43回增設。
7. ↑  . イザワオフィス. 2020-04-18  [2020-04-18]. （原始内容存档于2021-01-09）.